# Museo etnografico della Val Varatella
Il Museo Etnografico della Val Varatella, gestito dal Comune di Toirano in provincia di Savona, è allestito nello storico Palazzo dei conti D'Aste poi passato ai marchesi Del Carretto del ramo di Balestrino, edificio costruito e ampliato attraverso i secoli (dal XIV al XVIII secolo). Espone, nelle sue diciotto sezioni, diverse migliaia di oggetti e manufatti riguardanti le antiche attività praticate nella zona di Toirano e diffusi nelle comunità rurali del  ponente ligure. Le raccolte distinte per attività: agricole, artigianali, vita domestica, costume, devozione, aspetti storici locali della Val Varatella, mostra sei ambienti del piano nobile del Palazzo D'Aste-Del Carretto, offre un quadro generale del costume e delle usanze di una comunità dell'entroterra ligure.

## Storia della collezione
Il primo nucleo delle raccolte del Museo di Toirano venne costituito negli anni Ottanta da un gruppo di volontari del luogo che radunarono circa novanta oggetti, poi esposti in una sezione dedicata esclusivamente all'olivicoltura allestita al piano terra dell'antico palazzo del Comune di Toirano. La raccolta iniziale rimase tale sino al 1997 quando il Comune decise, nell'ambito della ristrutturazione dell'antico palazzo comunale, di trasferire i materiali di quell'allestimento presso le scuderie del Palazzo D'Aste - Del Carretto e affidare il compito di totale riorganizzazione al curatore Orlando Boccone. La raccolta precedente venne in parte mantenuta, escludendo alcuni oggetti moderni e poco rappresentativi, incrementandola cospicuamente con altri materiali che via via giungevano attraverso una capillare sensibilizzazione e coinvolgimento della popolazione locale, in particolare di Toirano. Le donazioni spontanee sono alla base dell'arricchimento delle raccolte, assieme alle testimonianze orali e scritte che dal 1997 ad oggi sono giunte in questa struttura il cui scopo è di custodire la memoria e le tradizioni di un paese. Il museo, inserito nel borgo medioevale di Toirano, è un degno testimone della cultura e delle tradizioni che hanno caratterizzato questo luogo, e attraverso le sue ricche collezioni mostra al pubblico un patrimonio inaspettato.
Sezioni:
Le raccolte sono esposte negli ambienti del Palazzo D'Aste Del Carretto con ingresso in via Giuseppe Polla, l'antica via dei Fossi.
Negli ambienti a piano terra, un tempo adibiti a scuderie, sono presenti le sezioni di carattere agricolo, artigianale e riguardanti la vita domestica. In questa prima parte del percorso è possibile visitare il caratteristico giardino interno, ricavato nell'antica corte del palazzo posta in corrispondenza delle scuderie e destinata in origine al transito e ferratura dei cavalli e animali da soma. Il giardino conserva, oltre alla collezione di piante di pregio botanico inserite in questo contesto con un criterio rifacente al gusto romantico ottocentesco, alcune macine e basamenti di pietra degli antichi frantoi, architravi di ardesia incisi, una vasca di marmo cinquecentesca appartenuta a una cartiera locale, e due sculture contemporanee donate al museo dallo scultore Mario Nebiolo raffiguranti rispettivamente la "Raccoglitrice di olive" e lo "Zappatore". Le statue rappresentano la fatica sopportata dalla gente locale che visse per secoli sfruttando il difficile territorio della valle ricavandone il sostentamento. Dal 2023 il giardino del museo ospita la scultura "Madre Terra" dell'artista Sandra Cavalleri, eseguita in ceramica raku. Le tre opere rientrano nell'itinerario artistico "ToirArte - sCultura diffusa".

## I sezione - coltivazione dell'olivo
Documentata in atti del XIII secolo, la coltivazione dell'olivo è da ascriversi alle attività più redditizie della zona. Sono rappresentati gli attrezzi impiegati nei lavori di mantenimento dell'uliveto: falcetti per il diserbo, le roncole e accette per la potatura con i relativi strumenti per l'affilatura. Attrezzi inerenti al lavoro della terra sono gli aratri del tipo "assolcatore" in legno intagliato e ferro (XIX secolo) e i "voltorecchi" in ferro del 1920. Completano la sala alcuni finimenti (XIX secolo) per animali da soma fondamentali per il duro trasporto dei materiali. In questo settore si conservano alcuni attrezzi del bastaio, artigiano fondamentale per la fabbricazione del basto, introdotto da due incisioni settecentesche tratte dall'Encyclopédie di Diderot e d'Alembert.

## II sezione - produzione dell'olio
Il museo propone due ricostruzioni dei frantoi i "gumbi". L'esempio più antico, risalente al XVII secolo, mostra la macina azionata a forza animale. Nella stessa sala è stata ricostruita una vasca, composta di lastre, "u troggiu" impiegata per la conservazione dell'olio. Il secondo frantoio, ricostruito sempre con materiali originali, propone un impianto a forza idraulica risalente al XVIII e XIX secolo. Entrando sono esposti gli strumenti di peso delle olive, come la bilancia stadera "u cantà" (XVIII, XIX secolo) e di misura come la "quarta" (XIX secolo). La fase di frangitura delle olive è rappresentata dalle macine di pietra, del peso di 12 quintali, mosse da un complesso ingranaggio in legno e ferro la cui energia veniva data dalla "ruassa" la ruota a pale che girava con la forza dell'acqua. Le olive frantumate venivano poi pressate, all'interno dei "fiscoli" sorta di cestini circolari, posti sotto i torchi rappresentati da due modelli del XVII e XIX secolo. Sempre in questa sezione si espongono due preziose vasche in marmo di Carrara impiegate come misure per l'olio dalla Repubblica di Genova, datate 1606. La sala si conclude con un campionario di lampade alimentate ad olio (lampada a sospensione, lucerne, lumini, lanterna) dei secoli XVIII e XIX.

## III sezione - coltivazione della vite e produzione del vino
L'esposizione è distinta nelle due attività: agricola, con gli attrezzi per la potatura, solforazione e aratura della vigna, ed enologica costituita da strumenti per la pigiatura e torchiatura dell'uva. Diversi sono i contenitori impiegati per la conservazione del vino come le bottiglie in vetro soffiato di fine XIX secolo, le botti in legno di rovere e castagno, i "barletti", antiche borracce di legno già documentate nel XVII secolo. Interessanti sono tre bottiglie, ancora sigillate, datate rispettivamente 1897, 1899, 1926.

## IV sezione - fienagione
Considerata tra le attività più importanti, soprattutto in funzione dell'allevamento. Gli strumenti impiegati erano le falci fienaie, i rastrelli in legno, i cordami "beriui" utilizzati per l'imballaggio e il trasporto a dorso di mulo. La sezione espone un'incisione settecentesca dell'Encyclopedie che documenta l'utensileria impiegata per questa attività la cui forma è rimasta invariata nei secoli.

## V sezione - mietitura del grano
Gli strumenti di lavoro rappresentati sono i falcetti messori e il correggiato, impiegati rispettivamente per il taglio del frumento e la rottura delle spighe. A queste due prime fasi seguiva la separazione dei chicchi di grano dalla pula che si svolgeva con i vagli, canestri di vimine intrecciato forniti di maniglie risalenti alla fine del XIX secolo e il primo ventennio del XX . Nella sezione si conserva una macina di pietra del XVIII secolo mossa manualmente, e un macinino di legno degli inizi del XX secolo. Entrambi gli strumenti erano di uso domestico per la produzione della farina.

## VI sezione - il fabbro maniscalco
Artigiano indispensabile nella vita rurale; il fabbro forniva le parti metalliche degli strumenti agricoli e forgiava i ferri per i muli, asini e cavalli che lui stesso fissava agli zoccoli delle bestie. Notevoli sono il mantice del 1831, due incudini e un trapano a colonna della fine del XIX secolo.

## VII sezione - il falegname
Sono esposti gli attrezzi ottocenteschi riguardanti il lavoro del legno: dal taglio grossolano dei tronchi d'albero, allo scavo attività praticata con le asce, all'intaglio e levigatura quest'ultima svolta con differenti tipi di pialle. Importante è il bancone fornito di morse datato 1891.

## VIII sezione - il calzolaio
Il ciabattino è rappresentato da un laboratorio toiranese operante tra la fine del XIX secolo e il primo trentennio del XX secolo. Sono esposti due "deschetti" o tavolinetti da lavoro con gli scomparti per i differenti tipi di chiodi e "brocchette", e numerosi strumenti per il trattamento del cuoio, come le "lisse", i "trincetti", le "lesine" e la serie delle forme da scarpe alcune datate 1895-1928.

## IX sezione - la casa
Nell'ultima sala del piano terra sono visibili due ambienti ricostruiti fedelmente rifacenti all'abitazione tipica toiranese. Seguendo un testamento del 1742, in cui si elencavano gli strumenti impiegati da medi possidenti, è stato possibile, grazie alla ricca disponibilità della collezione, ambientare l'utensileria domestica. La cucina conserva un camino con la cappa in ardesia intonacata con forno e fornelli alimentati a brace e un acquaio realizzato con lastre di ardesia. Gli utensili e i vari recipienti riguardano ovviamente gli strumenti necessari per la preparazione del cibo di cui si ricordano i mortai per la frantumazione del sale e per la preparazione del pesto, le teglie di rame stagnato per la farinata, le padelle con lungo manico per friggere e le stoviglie (XVIII e XIX secolo) di terracotta ingobbiata e in maiolica delle manifatture di Albisola e Savona oltre ad alcune terraglie ottocentesche prodotte dagli stovigliai di Mondovì.
La camera da letto mostra mobili del XIX secolo, come il letto di ferro battuto ad una piazza e mezza col materasso "a paiassa" imbottita di foglie di canna, il cassone da dote, il mobile principale dove si conservava la biancheria della sposa. Nella sala sono esposti diversi pitali e vasi da notte ottocenteschi di terracotta e terraglia.

## X sezione - la caccia
Gli animali selvatici costituivano una variante alimentare, di conseguenza la caccia veniva praticata sin dall'infanzia dalla popolazione maschile locale. La sezione espone alcuni fucili del XIX secolo, con gli strumenti necessari per la fabbricazione delle cartucce. Interessanti e curiose sono alcune trappole e gabbie di legno per i merli e tordi da richiamo e alcuni fischietti di legno per simulare il canto degli uccelli.

## XI sezione - costume
Al primo piano del museo, nella zona del palazzo chiamato del "mezzanile", le cui sale in passato erano utilizzate come ambienti di servizio sono ospitate le sezioni dall'XI° alla XVIII°. Nel primo ambiente sono esposti alcuni abitini da bambino come il vestitino da battesimo del XIX secolo, alcune cuffiette e copertine ricamate oltre ad una serie di giocattoli. Gli indumenti conservati rappresentano unicamente l'abbigliamento femminile esclusivamente da festa. Alcuni di essi sono riferibili al XVIII e XIX secolo, affiancati da accessori e monili della stessa epoca. Particolari sono gli accessori come il tulle da messa, il "pesottu" in tela di cotone stampato del principio del XIX secolo, una collezione di ventagli da sposa, lutto e mezzo lutto. In questa sala si conservano due cassoni settecenteschi da dote dove si poneva il corredo della sposa e alcuni mobili ottocenteschi.

## XII sezione - religiosità popolare
La religiosità costituiva un importante aspetto della vita delle antiche comunità. Era rappresentata da credenze e manifestazioni di devozione testimoniate anche da oggetti che si tenevano in casa. La sezione conserva alcuni crocefissi in legno scolpito (XVIII, XIX secolo), croci per collana in ottone e argento , corone del rosario e diverse stampe devozionali provenienti dai santuari locali (XVIII, XIX secolo) e una collezione di "ex voto" in lamina d'argento a forma di cuore, arti, e figure umane inginocchiate.

## XIII sezione - sala da pranzo ottocentesca
L'ambientazione propone, esponendo una serie di mobili di esecuzione locale, una sala signorile toiranese. Il soffitto è decorato con pitture di gusto eclettico riprese da ambienti di case del luogo. Importante dal punto di vista artigianale è l'orologio a pendolo, modello "Morbier", venduto dagli orologiai Maglione di Albenga nel 1885. Interessanti sono i diversi servizi di stoviglie ottocentesche in terraglia di manifattura italiana (Mondovì, Chiusapesio, Laveno, S.Richard di S. Cristoforo) e straniera (Sarreguemines, Lunéville, Gien)  esposti a rotazione durante l'anno per l'apparecchiatura della tavola completati da tovagliati ricamati a mano.

## XIV sezione - laboratorio dell'orologiaio
La teca conserva 1478 pezzi riguardanti l'utensileria e i ricambi per ingranaggi, appartenuti ad un artigiano toiranese. Interessanti sono le diverse tipologie degli orologi da taschino in voga sul finire del XIX secolo e la curiosa raccolta di lancette. Lungo il percorso del museo sono presenti alcuni orologi ottocenteschi a pendolo del tipo "Morbier" e "parigina", funzionanti, facenti parte della collezione di orologeria.

## XV sezione - personaggi illustri toiranesi
La sala è dedicata ai personaggi del luogo che nei secoli diedero lustro al loro paese.
Il capitano Giuseppe Polla (1659 - 1716) che destinò il suo cospicuo patrimonio per la costituzione di una scuola pubblica gratuita affidata per tutto il Settecento ai padri Scolopi.
Il poligrafo patriota Baccio Emanuele Maineri (1831 - 1899)cronista del periodo risorgimentale, amico della famiglia Cairoli (del patriota Benedetto è esposta una dedica autografa posta su un ritratto) fu tra i primi scrittori italiani a tradurre un'opera del romanziere statunitense Edgar Allan Poe ("Storie incredibili.Saggio e versione di B.E. Maineri", Milano, 1869).
Il capitano dei bersaglieri Onesto Garassini (1832 -1899) patriota delle guerre d'indipendenza, tra le quali la presa di Porta Pia (1870).

## XVI sezione - ordini monastici
Sono esposte in questo settore alcune ricostruzioni e vedute dell'importante abbazia benedettina eretta, nell'alto medioevo, sulla sommità del Monte San Pietro in Varatella. Inoltre è visibile un modellino che riproduce la cinquecentesca certosa di Toirano, soppressa dalla Repubblica Ligure con la delibera del 19 ottobre 1798, con alcuni oggetti fra i quali una colonna di marmo proveniente dal chiostro, e diversi volumi a stampa dei secoli XVI, XVII e XVIII appartenuti alla dispersa biblioteca del convento.

## XVII sezione - confraternita dei disciplinanti
Questa aggregazione laica formata dai giovani maggiorenni era presente a Toirano sin dal XV secolo. Svolgeva un ruolo sociale importante rivolto principalmente alla devozione e alle Opere di Misericordia. Sono conservati: un saio con cappuccio "a cappa" in tela di canapa, (XVIII secolo), il tabarrino, alcuni strumenti impiegati durante la Settimana Santa e i libri dell'"Officio della Beata Vergine Maria" e "Officio dei Morti", risalenti al XVIII e XIX secolo.

## XVIII sezione - materiale fotografico d'epoca
Il museo possiede una raccolta di fotografie e cartoline d'epoca inerenti al territorio della Val Varatella, conservate in una apposita cassettiera espositore fruibile dal pubblico. Le immagini originali sono distinte per argomenti: vedute e panorami di Toirano, in cui sono esposte le fotografie del paese dopo il tragico bombardamento Anglo - Americano del 12 agosto 1944, cartoline del Santuario di Santa Lucia e di San Pietro al Monte, alunni e scolaresche della scuola Giuseppe Polla e diversi ritratti di famiglie del luogo e di persone del paese emigrate in America latina.

## Piano nobile del Palazzo D'Aste-Del Carretto
Seguendo la successione delle sale si giunge al secondo piano del palazzo in cui sono ricostruiti sei ambienti di rappresentanza. Il Piano Nobile, un tempo più vasto, mostra attualmente:
1. Il Boudoir, il salotto di piccole dimensioni posto accanto alle sale di ricevimento, era l'ambiente arredato con raffinatezza destinato alla vita intima dei padroni di casa. In questo luogo si svolgevano attività ludiche come la musica, il disegno e il ricamo. Se il salotto faceva parte delle sale private del marchese si chiamava "fumoir" in quanto si conservavano gli accessori destinati al consumo del tabacco.
2. La Cappella gentilizia, destinata alla devozione privata, venne ricavata in una sala cinquecentesca attigua alla camera invernale dove il padrone di casa alloggiava nella stagione fredda. La cappella venne riconosciuta con il Breve di papa Clemente XIII nel 1759. In questo ambiente si conserva l'altare marmoreo e un servizio di candelieri in legno dorato (fine XVIII secolo) oltre al dipinto ad olio raffigurante la Madonna con il Bambin Gesù di scuola ligure della fine del XVII secolo.
3. La quadreria, esposta nella sala adiacente mantiene le linee del primo Cinquecento con il soffitto a vela e la serie di peducci di ardesia scolpita che rifiniscono le pareti. In questo ambiente si espongono alcuni dipinti ad olio su tela, a soggetto religioso, di scuola ligure e genovese del XVII e XVIII secolo.
4. La sala dei damaschi o sala da pranzo, è un ambiente con volta a padiglione, viene ricordata nel XVIII secolo come sala per i conviti. Presenta una decorazione a tempera che incornicia una serie di sette pannelli di damasco di seta a motivo detto della "palma". In questa sala si espone un orologio monumentale della fine del XVII secolo, alto circa 4 metri, proveniente dalla soppressa certosa di Toirano, e un pregiato piatto da parata in maiolica di manifattura savonese raffigurante il dio Cronos della fine del XVII secolo.
5. La camera da letto da parata, ricordata come la seconda camera padronale del palazzo. Posta nell'ala settecentesca era considerata la più fresca e quindi utilizzata in estate. Il letto in noce Luigi Filippo è sormontato da un baldacchino all'italiana foderato di damasco con il motivo dei tre fiori (XVIII secolo), accanto è visibile la vasca da bagno neoclassica in marmo di Carrara e una serie di accessori da camera come la toilette con catino e brocca riccamente decorato.
6. La sala degli stemmi, o del camino, è un ambiente monumentale che si apre sul terrazzo belvedere prospiciente il parco. La sala aveva una funzione ludica dove si intrattenevano conversazioni sorseggiando bevande come il tè, la cioccolata, il caffè e la bevanda tipica ottocentesca il "ratafià". La parete principale è occupata dal camino di marmo carrarese di epoca napoleonica, sormontato da una ricca specchiera con la cornice intagliata di esecuzione genovese del principio del XVIII secolo, affiancata dai blasoni delle famiglie D'Aste e Del Carretto del ramo di Balestrino. Si conservano alcune porcellane di manifattura neoclassica parigina e una coperta persiana ricamata con lane policrome del principio del XIX secolo.

Nel palazzo nacquero diverse persone di rilievo. Sicuramente il più illustre fu Giovanni Battista D'Aste (16 giu.1566 - Roma 20 sett. 1620), oratore e teologo all'Archiginnasio della Sapienza in Roma. Papa Paolo V lo nominò Vicario Generale dell'Ordine Agostiniano e dallo stesso pontefice ricevette la carica di sacrista pontificio. Tra gli ospiti prestigiosi ricordiamo Elisabetta Farnese, figlia di Odoardo duca di Parma, sposa in seconde nozze del re di Spagna Filippo V. Fu ricevuta con il suo seguito a Toirano nel 1714 dalla marchesa Geronima D'Aste.

## Eventi del museo
Dal 1997 il museo di Toirano organizza ogni anno, dal 20 dicembre al 6 gennaio, la manifestazione "Itinerario dei Presepi". L'evento prende spunto da una consuetudine del principio del Novecento di esporre i presepi dalle finestre delle abitazioni o di lasciar visitare questi allestimenti nelle case private. L'usanza venne ripresa da Orlando Boccone e dal compianto Ernesto Bacchetti entrambi toiranesi. Il borgo di Toirano e le borgate limitrofe diventano così lo scenario di circa 200 allestimenti realizzati da famiglie locali, artisti e scuole . Nel museo in contemporanea sono esposti, nella mostra "Immagini ed oggetti sulla tradizione del Natale", 300 manufatti d'epoca tra i quali i presepi allestiti con le caratteristiche statuine i "macachi" della tradizione savonese, Bambinelli, letterine e composizioni a soggetto natalizio oltre ad una rassegna di strenne, e romantiche cartoline e biglietti augurali viaggiati tra l'Otto e il primo ventennio del Novecento.